# バストロップ郡 (テキサス州)
バストロップ郡（バストロップぐん、英: Bastrop County）は、アメリカ合衆国テキサス州の中央部に位置する郡である。2010年国勢調査での人口は74,171人であり、2000年の57,733人から28.5％増加した。郡庁所在地はバストロップ市（人口7,218人）であり、同郡で人口最大の都市はエルジン市（人口8,135人）である。バストロップ郡は1836年に設立され、郡名は、オランダからの初期開拓者であり、スティーブン・オースティンが州内の土地特許を取得することを助けたバストロップ男爵フェリペ・エンリケ・ネリに因んで名付けられた（バストロップ男爵は母国オランダで公金横領でお尋ね者になっていたので、通常は平民の名前であるフィリップ・ヘンドリック・ネーリング・ボーゲルを使った）。
2011年9月、バストロップ郡に山火事が及び、1,600軒の家屋が破壊された。

## 歴史

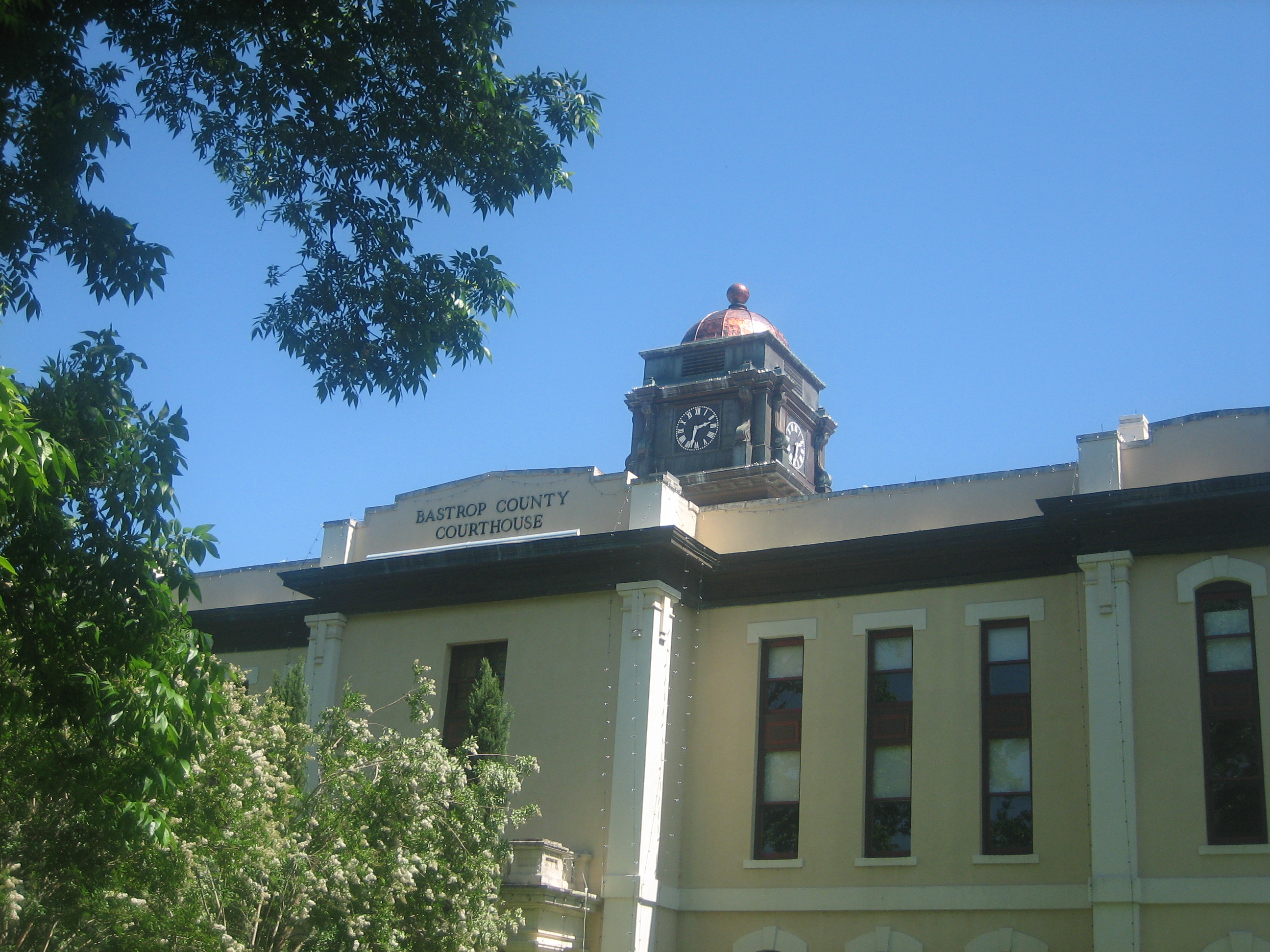
バストロップ郡庁舎の詳細、バストロップ市のローマ・カトリック教会から通り向かいにある

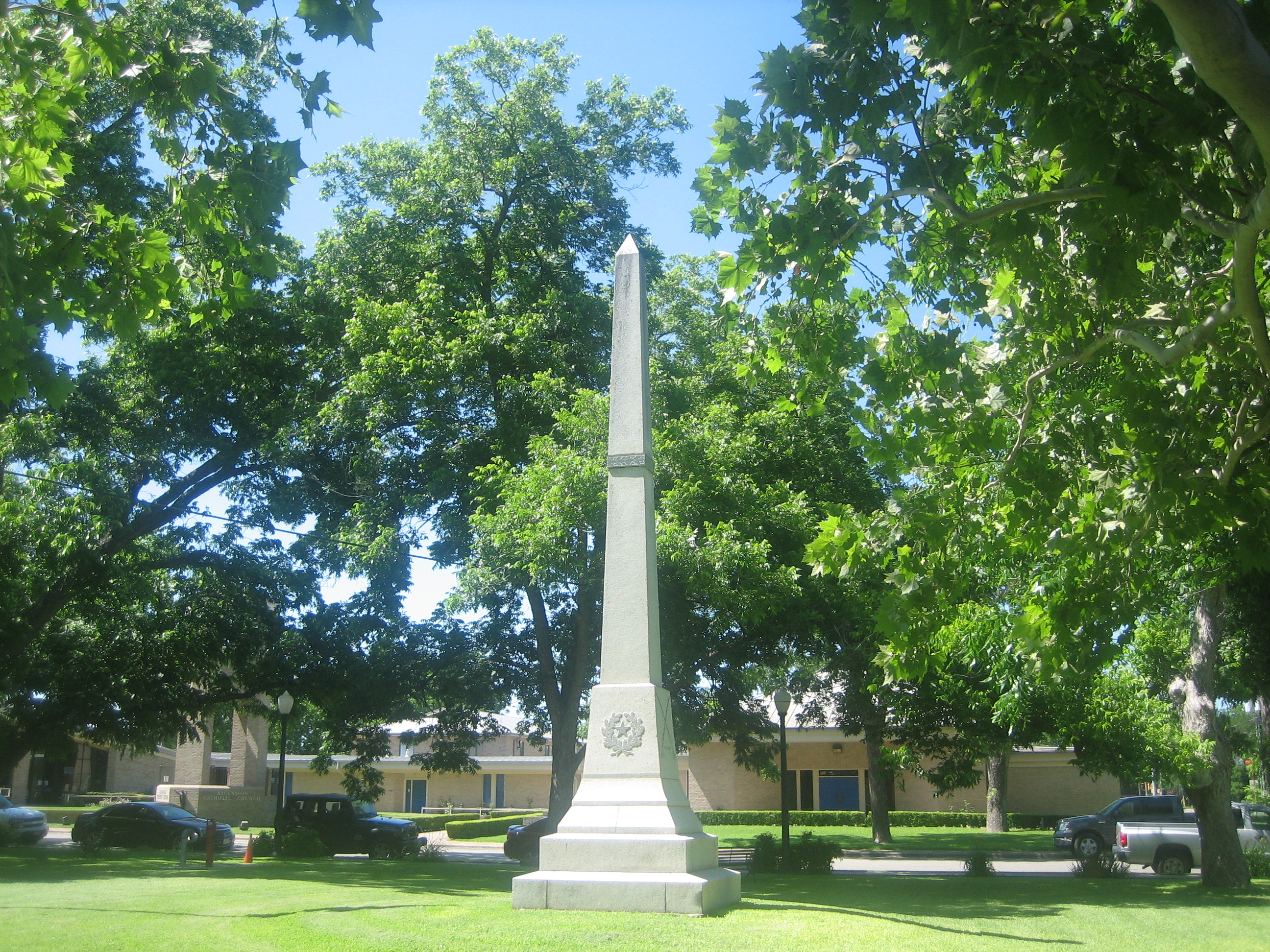
南軍に参加した兵士を記念するオベリスク、郡庁舎前にある

1836年1月8日から1837年12月13日まで、バストロップ郡を含め現在の17郡を包含するマイナ市郡と呼ばれる郡があった。1837年12月14日、テキサス共和国第2議会でその境界を変更する決議が行われ、ファイエット郡を創設し、ゴンザレス郡とコールドウェル郡の領域を外した。5か月後にはキンブル郡とコマール郡の一部を追加した。1837年12月18日、サミュエル・ヒューストンがマイナの町を法人化する法に署名し、同日、マイナ郡とマイナの町の名をどちらもバストロップに変更した。1838年5月24日から1840年1月24日の間は、現在のバストロップ郡郡域の他に10郡の領域が含まれていた。1840年2月25日から1850年1月25日、バストロップ郡の領域はほぼ現在の形に近いが、リー郡、ウィリアムソン郡、コールドウェル郡、ゴンザレス郡、ファイエット郡の一部がまだ含まれていた。

## 地理
アメリカ合衆国国勢調査局に拠れば、郡域全面積は896平方マイル (2,321 km2)であり、このうち陸地888平方マイル (2,300 km2)、水域は8平方マイル (21 km2)で水域率は0.84％である。

### 主要高規格道路
- アメリカ国道290号線
- テキサス州道21号線
- テキサス州道71号線
- テキサス州道95号線
- テキサス州道304号線

### 隣接する郡
- ウィリアムソン郡 - 北
- リー郡 - 北東
- ファイエット郡 - 南東
- コールドウェル郡 - 南西
- トラヴィス郡 - 北西

## 人口動態

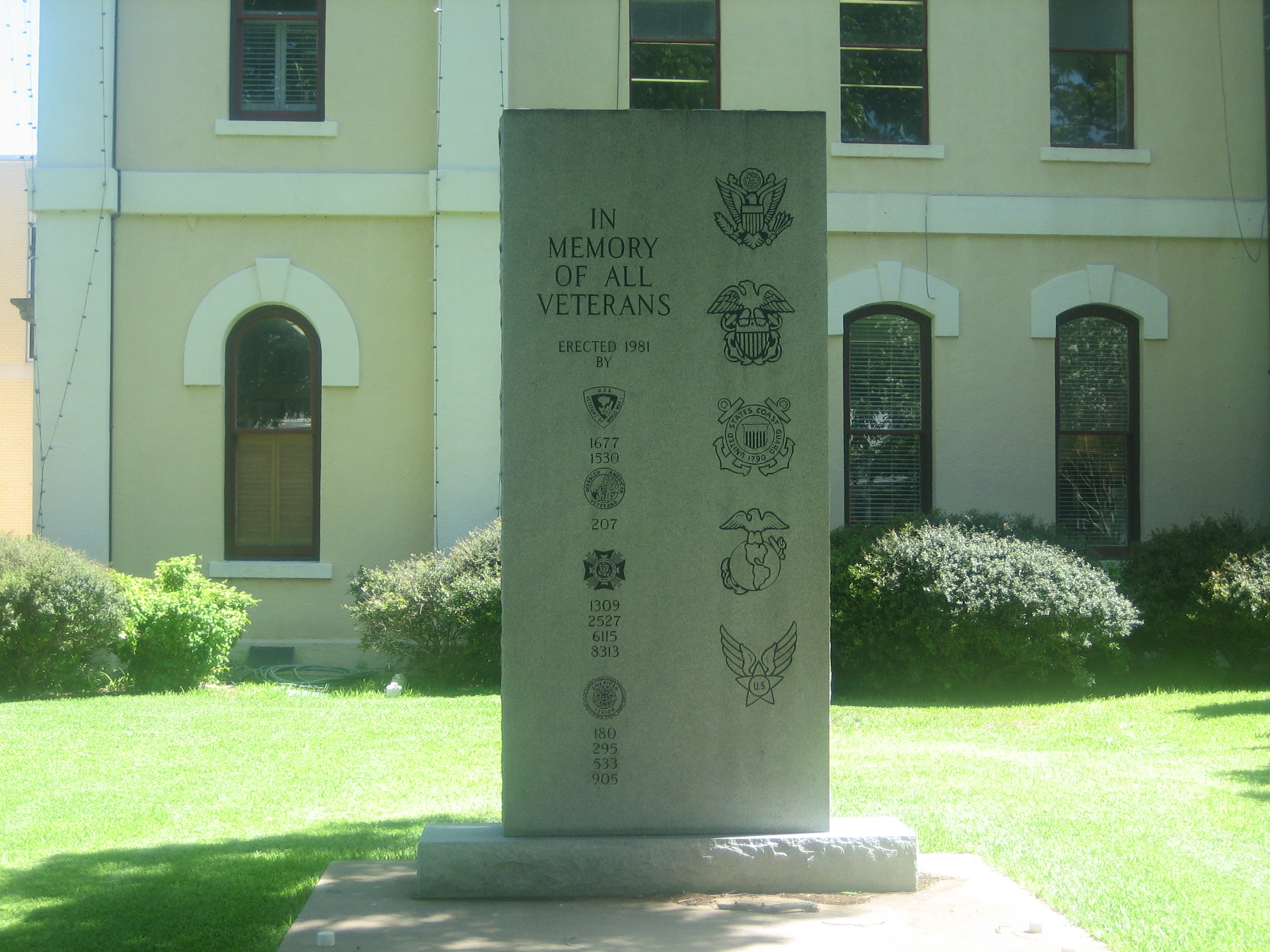
バストロップ郡庁舎前の退役兵記念碑

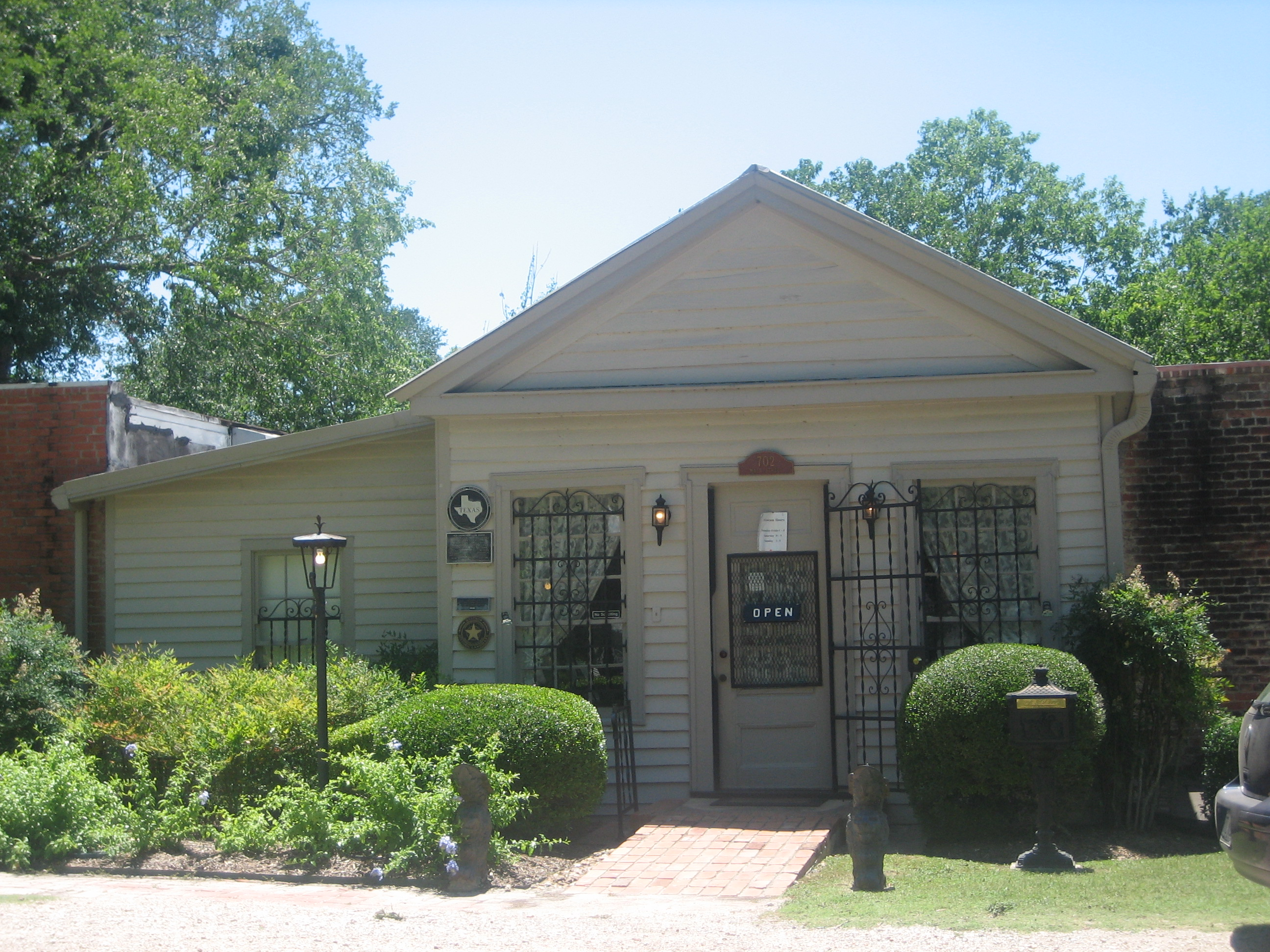
バストロップ郡歴史博物館、展示物は定期的に変更される

以下は2000年の国勢調査による人口統計データである。
| 基礎データ - 人口: 57,733人 - 世帯数: 20,097 世帯 - 家族数: 14,771 家族 - 人口密度: 25人/km2（65人/mi2） - 住居数: 22,254軒 - 住居密度: 10軒/km2（25軒/mi2） 人種別人口構成 - 白人: 80.24% - アフリカン・アメリカン: 8.79% - ネイティブ・アメリカン: 0.70% - アジア人: 0.46% - 太平洋諸島系: 0.06% - その他の人種: 7.60% - 混血: 2.15% - ヒスパニック・ラテン系: 23.98% 年齢別人口構成 - 18歳未満: 28.0% - 18-24歳: 7.6% - 25-44歳: 31.3% - 45-64歳: 22.9% - 65歳以上: 10.3% - 年齢の中央値: 35歳 - 性比（女性100人あたり男性の人口） - 総人口: 105.5 - 18歳以上: 104.8 | 世帯と家族（対世帯数） - 18歳未満の子供がいる: 35.9% - 結婚・同居している夫婦: 58.5% - 未婚・離婚・死別女性が世帯主: 10.5% - 非家族世帯: 26.5% - 単身世帯: 21.5% - 65歳以上の老人1人暮らし: 7.5% - 平均構成人数 - 世帯: 2.77人 - 家族: 3.23人 収入と家計 - 収入の中央値 - 世帯: 43,578米ドル - 家族: 49,456米ドル - 性別 - 男性: 32,843米ドル - 女性: 25,536米ドル - 人口1人あたり収入: 18,146米ドル - 貧困線以下 - 対人口: 11.6% - 対家族数: 8.4% - 18歳未満: 15.4% - 65歳以上: 13.3% |

## 歴史研究
バストロップ郡には歴史に関する情報や史跡を保存することに専念する幾つかの協会・団体がある。

## 都市と町
- バストロップ - 郡庁所在地
- エルジン
- スミスビル

### 国勢調査指定地域
- キャンプスウィフト
- サークル・D-KC・エステイツ
- ワイルドウッド

### 未編入の町
| - アラムクリーク - ベイトマン - バトラー - シーダークリーク - コロラド | - ディクソンプレーリー - ヘンフィルプレーリー - ジェッド - ジェンキンスプレーリー - ジョーデン | - マクデイド - コバー - ペイジ - レッドロック | - ロックニー - ロザンキー - シップスレイク - トーゴ - アトリー | - アプトン |

## 教育
バストロップ郡の公教育は下記4つの独立教育学区が管轄している
- バストロップ独立教育学区
- エルジン独立教育学区（部分）
- マクデイド独立教育学区
- スミスビル独立教育学区（部分）

## 交通
2010年時点で郡内では中央テキサス空港が開発中である。

## レクリエーション施設
- バストロップ州立公園
- ブーシャー州立公園

## 映画
バストロップ郡では、下記のようにハリウッド映画や独立系映画の撮影が多く行われてきた。
| 年   | 映画の題名                            | 主演俳優                                             | 撮影場所                                                                                                 |
| ---- | ------------------------------------- | ---------------------------------------------------- | --- |
| 1974 | Lovin' Molly                          | アンソニー・パーキンス、ブライス・ダナー             | バストロップ                                                                                             |
| 1974 | 悪魔のいけにえ                        | マリリン・バーンズ、アレン・ダンジガー               | バストロップ（ガソリンスタンドとバーベキュー店）                                                         |
| 1975 | 華麗なるヒコーキ野郎                  | ロバート・レッドフォード、ボー・スヴェンソン         | エルジン                                                                                                 |
| 1994 | Love and a .45                        | ギル・ベローズ、レネー・ゼルウィガー                 | バストロップ（ガソリンスタンド）                                                                         |
| 1995 | The Big Green                         | スティーヴ・グッテンバーグ、オリヴィア・ダボ         | エルジン                                                                                                 |
| 1996 | 戦火の勇気                            | デンゼル・ワシントン、メグ・ライアン                 | バストロップ                                                                                             |
| 1996 | The Whole Wide World                  | ヴィンセント・ドノフリオ、レネー・ゼルウィガー       | バストロップ                                                                                             |
| 1997 | The Only Thrill                       | ダイアン・キートン、サム・シェパード                 | バストロップ                                                                                             |
| 1998 | The Dentist 2                         | コービン・バーンセン、ジュリアン・マクワーター       | スミスビル                                                                                               |
| 1998 | Home Fries                            | ドリュー・バリモア、ルーク・ウィルソン               | バストロップ                                                                                             |
| 1998 | 微笑みをもう一度                      | サンドラ・ブロック、ハリー・コニック・ジュニア       | スミスビル                                                                                               |
| 1999 | Varsity Blues                         | ジェームズ・ヴァン・ダー・ビーク、エイミー・スマート | エルジン                                                                                                 |
| 1999 | The Soul Collector                    | ブルース・グリーンウッド、メリッサ・ギルバート       | バストロップ                                                                                             |
| 2004 | プライド 栄光への絆                   | ビリー・ボブ・ソーントン、ルーカス・ブラック         | エルジン                                                                                                 |
| 2004 | アラモ                                | デニス・クエイド、ビリー・ボブ・ソーントン           | バストロップ ジム・スモールのビッグシケット（湖畔キャンプの場面） スタイナー牧場（ベアとアラモのシーン） |
| 2006 | マンディ・レイン 血まみれ金髪女子高生 | アンバー・ハード、アンソン・マウント                 | バストロップ                                                                                             |
| 2008 | Fireflies in the Garden               | ジュリア・ロバーツ、ライアン・レイノルズ             | バストロップ (T・A・ハスラー・ハウス) スミスビル                                                         |
| 2009 | ツリー・オブ・ライフ                  | ブラッド・ピット、ショーン・ペン                     | スミスビル                                                                                               |
| 2009 | 13日の金曜日                          | ジャレッド・パダレッキ、デレク・ミアーズ             | キャンプ地                                                                                               |
| 2010 | Bernie                                | マシュー・マコノヒー、ジャック・ブラック             | バストロップ、スミスビル                                                                                 |